# 올라프 코눙그
올라프 코눙그(고대 노르드어: Óláfr konungr→올라프 왕: ? ~ 874년경), 게일어로는 아믈리브 코눙(아일랜드어: Amlaíb Conung)는 9세기 중반 아일랜드와 스코틀랜드에서 활동한 바이킹 지도자이다. 올라프는 로흘란의 왕 구드뢰드의 아들이며 아우드기슬, 이바르와는 형제지간이다. 이바르의 자손들이 이바르 왕조를 열어 수 세기 동안 아일랜드해의 제해권을 지배하게 된다. 일부 학자들은 또다른 바이킹 지도자 할프단 라그나르손도 올라프와 형제라고 추측한다. 아일랜드어 연대기들은 올라프 형제들을 “이방인들의 왕들”이라고 칭한다. 이들 형제들이 아일랜드 섬에 상륙해 쌓은 성채가 바로 오늘날의 더블린의 시초이며, 오늘날의 학자들은 더블린에 기반한 이 바이킹들의 아일랜드 정착지를 더블린 왕국이라고 한다. 일부 학자들은 식민의 서를 비롯한 아이슬란드 사가들에 언급되는 바다왕 올라프 힌 흐비티와 더블린의 올라프 코눙그가 동일인물이라고 추측하기도 한다.
850년대 말에서 860년대 초에 걸쳐 더블린 왕국은 당시 아일랜드 섬에서 가장 강력한 군주였던 남이넬의 말 세크날과 여러 차례 충돌했다. 충돌의 이유는 불분명하지만 대략 먼스터 지방과 그 지역 자원의 지배권 경쟁이 불씨가 되었던 것 같다. 더블린은 오스라거 왕 케르발 막 두늘랑거, 북이넬 왕 아드 핀디어흐와 동맹을 맺고 말 세크날에게 맞섰다. 862년 말 세크날이 죽고 그의 영지가 분할되어 분쟁이 사실상 종료되었다. 이후로도 올라프와 그 후손들은 더블린 왕국의 영향력 확대 과정에서 아일랜드 토착 군주들과 여러 차례 충돌하였다. 말년의 올라프는 스코틀랜드에 대규모 원정을 계획했으나 옛 동맹자 아드 핀디어흐와 전쟁이 나서 실행에 옮기지 못했다. 871년 이후 올라프는 모든 사료에서 그 자취가 사라진다. 《픽트 연대기》에서는 올라프가 874년경 스코틀랜드의 카우산틴 막 키나다와 싸우다가 죽었다고 하는데 이도 확실한 것은 아니다.
| 전임 신설 | 제1대 더블린 국왕 (이바르, 아우드기슬과 공동왕) 853년경–871년경 | 후임 이바르 |